# 20 Exchange Place
20 Exchange Place, anteriormente City Bank–Farmers Trust Building, es un rascacielos en el distrito financiero del Bajo Manhattan en la ciudad de Nueva York (Estados Unidos). Completado en 1931, fue diseñado por Cross & Cross en estilo art déco como la sede del City Bank-Farmers Trust Company, predecesor de Citigroup. El edificio, de aproximadamente 741 pies (225,9 m) con 57 pisos utilizables, fue uno de los edificios más altos de la ciudad y el edificio revestido de piedra más alto del mundo en el momento de su finalización. Si bien 20 Exchange Place estaba destinado a ser el edificio más alto del mundo en el momento de su construcción, la Gran Depresión resultó en el plan actual reducido.
El edificio tiene una fachada de granito y piedra caliza, mientras que su superestructura interna es de acero. La sección inferior de la fachada ocupa toda una manzana irregular de la ciudad y tiene pilares gigantes que sostienen figuras independientes que representan a los "gigantes de las finanzas", así como decoraciones diseñadas por David Evans. La entrada principal de Exchange Place tiene un arco de medio punto con medallones de granito que representan los países donde City Bank Farmers Trust operaba oficinas. Los pisos superiores se elevan como una torre cuadrada con esquinas achaflanadas y está desplazada de la base.
El City Bank–Farmers Trust Building se construyó entre 1930 y 1931 para el recién fusionado National City Bank of New York y Farmers' Loan and Trust Company. Siguió siendo la sede de la empresa hasta 1956 y finalmente se vendió en 1979. Los pisos 16 al 57 fueron convertidos de espacio comercial a residencial por Metro Loft Management durante la década de 1990. La Comisión de Preservación de Monumentos Históricos de la Ciudad de Nueva York designó 20 Exchange Place como un monumento oficial de la ciudad en 1996. También es una propiedad que contribuye al distrito histórico de Wall Street, inscrito en desde 2007 en el Registro Nacional de Lugares Históricos.

## Sitio
20 Exchange Place ocupa una cuadra completa a lo largo de Exchange Place al norte, Hanover Street al este, Beaver Street al sur y William Street al oeste. La cuadrícula de calles circundante, construida como parte de la colonia de Nueva Ámsterdam, permanece en su mayor parte tal como se documenta en el Plan Castello del siglo XVII. Como tal, el bloque tiene forma irregular. Los edificios cercanos incluyen 55 Wall Street al norte; el Wall and Hanover Building al noreste; el 1 Wall Street Court al este; el edificio Delmonico y 1 William Street al suroeste; y el 15 William and Broad Exchange Building al oeste.
La primera estructura registrada en el sitio fue la casa del carpintero de barcos holandés Tymen Jansen, construida en el siglo XVII. En la década de 1890, la manzana estaba ocupada por edificios más grandes. Justo antes de la construcción de 20 Exchange Place, el bloque tenía cuatro estructuras: dos edificios de 10 pisos en William Street, un edificio de 9 pisos en Hanover Street y un edificio de 15 pisos que se extendía entre Beaver Street y Exchange Place.

## Arquitectura

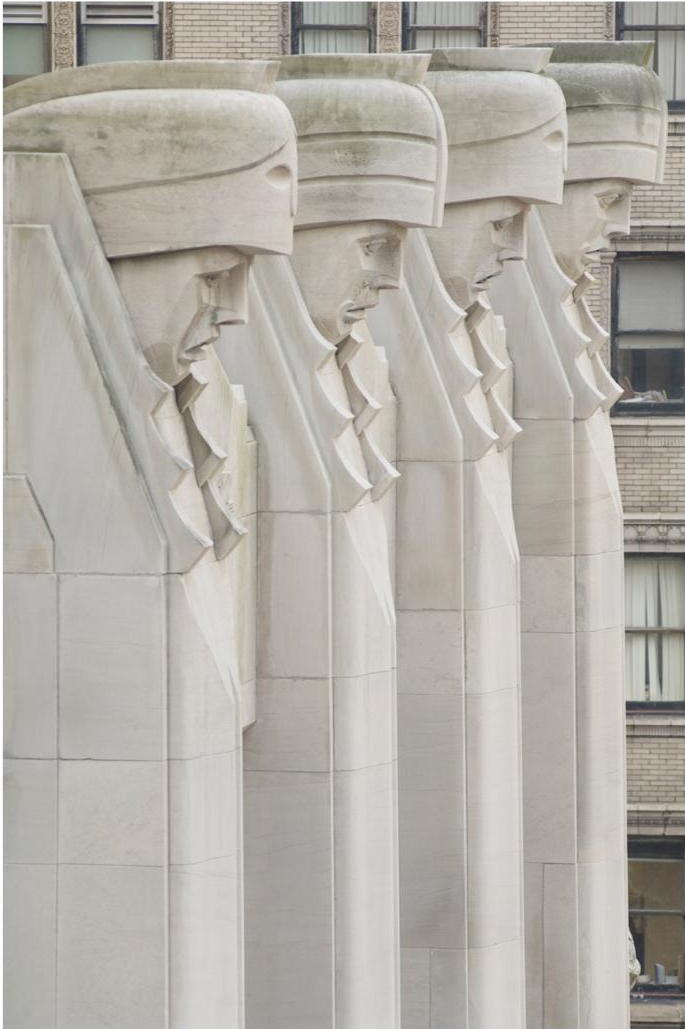
Vista lateral de la fachada

El City Bank–Farmers Trust Building fue diseñado por Cross & Cross y construido por George A. Fuller Company, con Moran & Proctor como ingenieros para los cimientos y la torre. La firma describió que el edificio no tiene un estilo arquitectónico particular. Sin embargo, los observadores lo caracterizaron por tener un estilo "clásico moderno" con una ornamentación art déco mínima.
Se discute la altura precisa de 20 Exchange Place. Según Emporis y SkyscraperPage, el edificio mide 741 pies (225,9 m) de altura con 57 pisos utilizables, y tiene una antena que alcanza los 748 pies (228 m) Sin embargo, la Comisión para la Preservación de Monumentos Históricos de Nueva York cita los registros del Departamento de Edificios de la Ciudad de Nueva York que dicen que el edificio tiene solo 209 m de altura. Christopher Gray de The New York Times describió el edificio como de 59 pisos de altura y 229 m en 2008. Otro artículo del Times y el Wall Street Journal, en 1931, citaron el edificio como de 227 m de altura (teniendo en cuenta las desviaciones menores), pero con solo 54 pisos utilizables, excluyendo los espacios en la parte superior.
La base del edificio ocupa toda la manzana y tiene forma de clave. Hay varios retranqueos entre las partes de la base y la torre de 20 Exchange Place. Estos retranqueos incluyen los de los pisos 19 y 21. La parte de la torre, que se eleva por encima del piso 21, es de planta octogonal, con cuatro esquinas achaflanadas entre cuatro lados más largos. Cuando se completó 20 Exchange Place, el Architectural Forum escribió que el edificio evitaba "la exageración de las formas solo por el bien de la originalidad".

### Fachada
La fachada se realizó casi en su totalidad con piedra blanca Rockwood, excepto el primer piso, que está revestido con granito Mohegan. Unos 5 097 024 L de piedra teñida de gris y azul se extrajo de Alabama y se trajo a Nueva York en piezas que pesaban hasta 22 453 kg. La piedra pesa 12 246 984 kg en total. Se contrató al escultor británico David Evans para diseñar gran parte de la decoración de los pisos inferiores.

#### Entradas
Las entradas están diseñadas con puertas de níquel en lugar de puertas de bronce; una fuente atribuyó esto al deseo de los arquitectos de evitar el uso de "metal coloreado". La entrada principal, en el costado de Exchange Place, tiene un arco de medio punto rodeado por once medallones de granito, que representan los países donde City Bank Farmers Trust operaba oficinas. También hay medallones de granito que flanquean y sobre el arco, así como el sello del National City Bank en la parte superior izquierda y el sello de la National City Company en la parte superior derecha. Dos letreros luminosos verticales, uno a cada lado del arco, tienen la palabra "Twenty". Dentro de este arco, hay escalones que conducen a puertas debajo de un gran grupo de ventanas, mientras que una lámpara cuelga de un plafón en la parte superior del techo del arco.
Otra entrada da a la esquina de Exchange Place y William Street. Tiene cuatro puertas hechas de plata y una aleación de bronce, zinc y cobre, y están guarnecidas con bronce. Cada una de las puertas tiene tres paneles que muestran diferentes modos de transporte. Sobre las puertas exteriores hay paneles de alpaca con figuras alegóricas de bronce, una que simboliza la banca y la otra que simboliza la abundancia; ambos están rodeados de figuras animales y florales. Hay paneles de vidrio sobre las puertas y los paneles; están separados por parteluces ornamentados con símbolos industriales. Un sello de City Bank Farmers Trust y un asta de bandera están montados sobre la entrada. Esto condujo al principal espacio bancario de City Bank Farmers Trust.
Una tercera entrada, en Beaver Street y William Street, es similar a la entrada de Exchange Place y William Street, excepto que solo tiene dos puertas con paneles. Las puertas y los paneles sobre las puertas están rodeados por un marco de granito. Los paneles de vidrio sobre el marco de granito no tienen parteluces ornamentados.
Una cuarta entrada da a Beaver Street y consta de tres arcos de medio punto con un entorno tallado. El arco central es una entrada de servicio y tiene otro marco tallado con un pequeño frontón sobre la puerta, que consiste en serpientes que flanquean una cabeza de bisonte sobre la puerta. Cada uno de los arcos laterales tiene cuatro puertas de alpaca debajo de los travesaños de mármol y vidrio. También hay un medallón sobre el arco central.
Una quinta entrada está centrada en la elevación de Hanover Street y es una abertura arqueada con un marco tallado. Similar a la entrada en Exchange Place y William Street, hay cuatro puertas con paneles, así como paneles de alpaca sobre las puertas, y un conjunto de paneles de vidrio sobre las puertas y paneles separados por parteluces ornamentales. Cuando se inauguró el edificio, el Canadian Bank of Commerce utilizó un espacio bancario accesible desde esta entrada.

#### Otros elementos básicos
En las elevaciones de William Street, Beaver Street y Exchange Place, los dos pisos más bajos de la base tienen varias aberturas de ventanas de doble altura, todas las cuales tienen una rejilla plateada en la parte inferior y claves sobre el centro superior. Hay ventanas de cabeza cuadrada más pequeñas en los extremos de todas las elevaciones del edificio, incluido el lado de Hanover Street. En William Street, el único lado que no tiene entrada directa, hay cinco grandes ventanales. El alzado de Beaver Street tiene siete ventanas grandes: tres al oeste de la entrada y cuatro al este. El alzado de Exchange Place tiene tres ventanas grandes al este del arco central y una ventana grande al oeste, así como dos ventanas pequeñas adicionales a cada lado del arco. La entrada de Hanover Place está flanqueada por las ventanas más pequeñas.
El resto de la base tiene relativamente poca decoración, con ventanas de guillotina en cada piso. El cuarto piso tiene pequeñas aberturas rectangulares, y el quinto piso tiene ventanas individuales o pares de ventanas separadas por paneles geométricos y rematadas por una cornisa cuadrada con formas geométricas. Entre los pisos 6 y 17, las enjutas entre las ventanas de cada piso están hechas de granito azul perla o aluminio, y muchas enjutas tienen medallones. Los muelles subdividen las ventanas en grupos singulares o emparejados. Las enjutas están decoradas con motivos relacionados con la agricultura, como gavillas de trigo y cabezas de flores. Otros motivos en las enjutas incluyen balanzas que se asemejan al comercio, relojes de arena que se asemejan a la inversión y águilas y fasces que se asemejan al gobierno.

#### Elementos de la torre

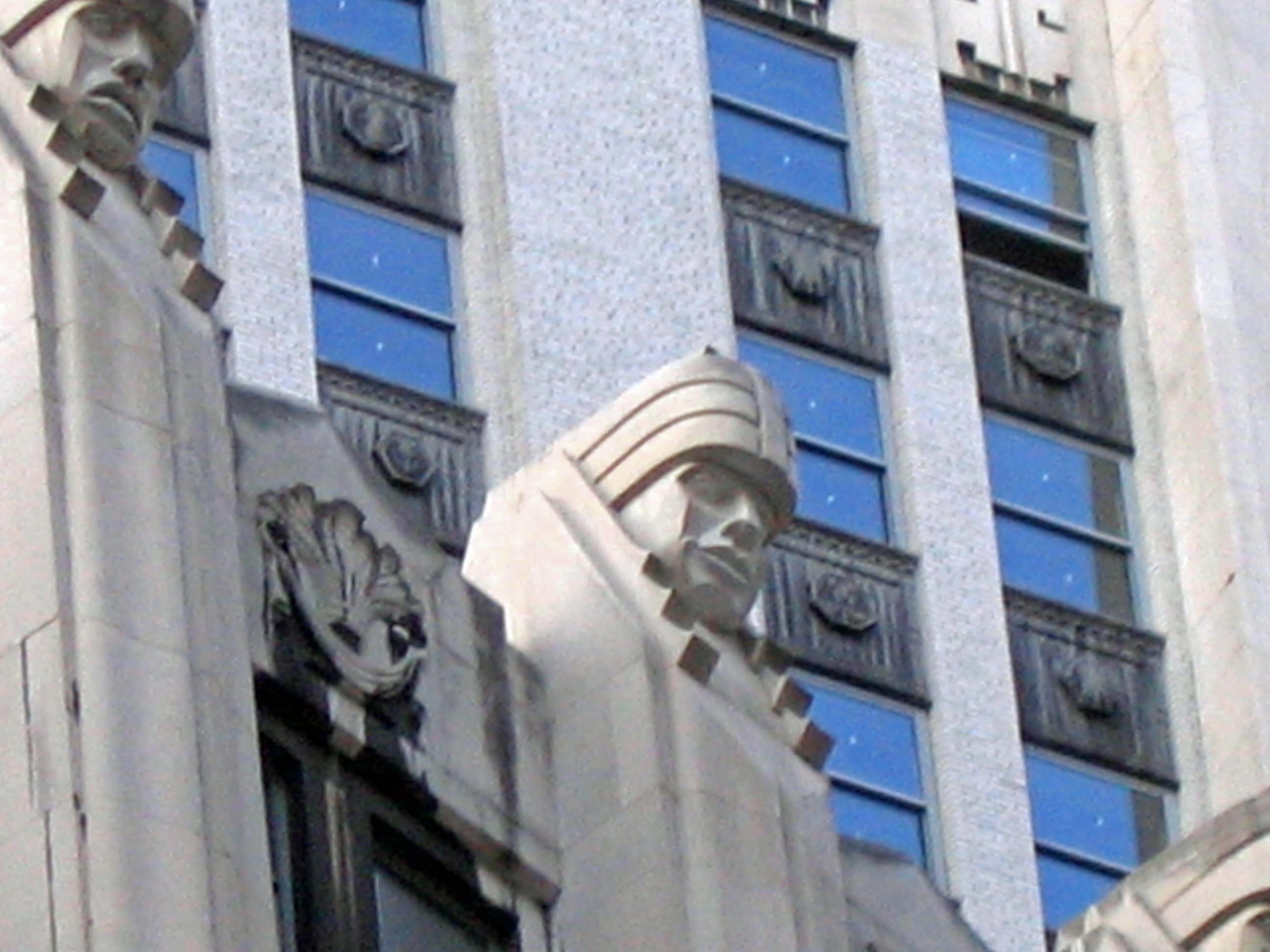
Primer plano de un "gigante de las finanzas" sobre el piso 19

Hay catorce figuras en el piso 19, correspondientes a los pilares directamente en frente de la torre. Las figuras tienen representaciones de "gigantes de las finanzas"; la mitad se representa con el ceño fruncido, mientras que la otra mitad tiene sonrisas. Estos pilares separaban estéticamente la base y la torre, aunque también simbolizaban los mercados alcistas y bajistas de las finanzas. Los tubos de entrada para el sistema de calefacción, ventilación y aire acondicionado del edificio están ocultos detrás de las enjutas, mientras que los tubos de escape están detrás de los gigantes de las finanzas. Un artículo de 2022 en The New York Times caracterizó a los gigantes de las finanzas como "bustos al estilo asirio". Los pilares más exteriores están coronados por águilas en el piso 17. En el retranqueo más alto, hay contrafuertes que transfieren algunas de las cargas del piso superior a la base.
Los pisos superiores también tienen una decoración escasa. Entre las ventanas de guillotina de cada piso hay enjutas de aluminio, muchas de las cuales también tienen medallones. Estas ventanas se agrupan en tres pares por lado. Las esquinas de la torre están achaflanadas, con una ventana en cada piso. En los pisos 29, 39, 48 y 55, hay bandas de sillar entre cada piso, en lugar de enjutas de aluminio. Los pisos 55 a 57 tienen tres arcos altos en cada lado. Los arcos están debajo de la "corona" de dos niveles, que tiene equipos de comunicaciones.

### Características
El suelo subyacente contenía arenas movedizas y agua, así como los cimientos de los edificios anteriores en el sitio, y toda la manzana de la ciudad tenía una forma irregular. Como resultado, el edificio usó arriostramiento entre lotes, así como un marco de acero pesado. Los cimientos del edificio descienden 20 m debajo del bordillo e incluye cuatro o cinco niveles de sótano. Los dos pisos más bajos del sótano se excavaron 12 m en el lecho de roca por debajo del nivel freático. El sótano también tuvo que evitar una línea cercana del metro de Nueva York.

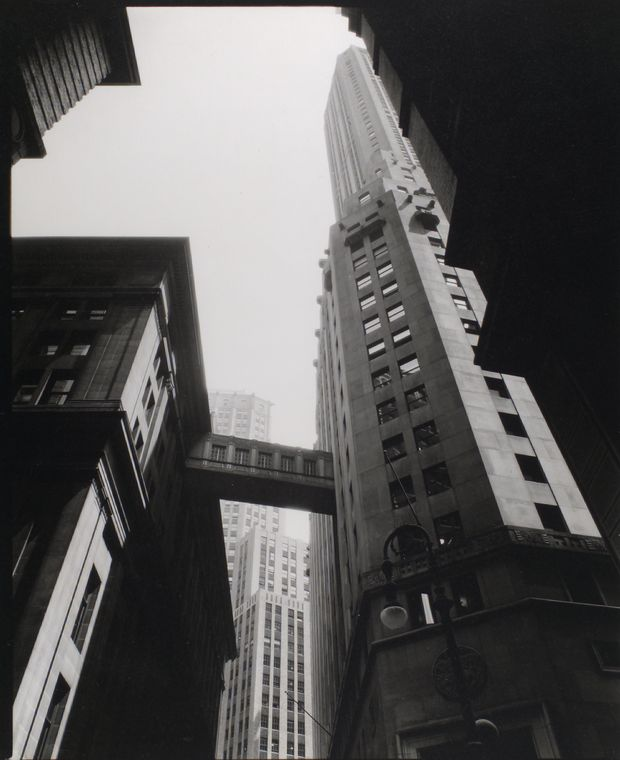
Vista desde Exchange Place que muestra el antiguo puente peatonal

La superestructura utiliza 18 036 LT; 18 325 t de acero, así como 27 871 m². El edificio se construyó con cuatro bancos de ascensores, con un total de 31 ascensores. Los pisos bancarios también tenían lo que se describió como el sistema de tubos neumáticos más grande del mundo para ser utilizado en una instalación bancaria. Los dos edificios que comprenden la sede mundial de National City Bank, 20 Exchange Place y 55 Wall Street, estaban conectados por un puente peatonal ahora demolido sobre Exchange Place, ubicado en el noveno piso. El puente medía 33 m por encima del suelo. El edificio fue diseñado para albergar a 5000 empleados bancarios, así como a otros 2000 empleados de oficina.

#### Pisos inferiores
David Evans diseñó muchas de las decoraciones del vestíbulo, incluidas puertas y rejillas que tienen representaciones de navegación, ingeniería, mecánica y arquitectura. La entrada desde Exchange Place y William Street conduce a una rotonda con numerosos tipos de mármol, incluido un travertino dorado checoslovaco. La rotonda mide 9 m de alto por 11 m de ancho, está rematada en piedra y sostenido por seis columnas de mármol rojo. Los capiteles de las columnas están decorados con tallas de águilas. Los vestíbulos tenían 45 tipos de mármol de diversas procedencias, incluidos al menos seis países europeos; solo dos tipos de mármol eran de los Estados Unidos. El diseño de la rotonda podría haberse inspirado en el trabajo del arquitecto francés Roger-Henri Expert. La cúpula consta de anillos concéntricos escalonados con estarcido negro y plateado, con un hemisferio de plástico en el vértice de la cúpula.
Medio tramo de escaleras conduce hacia arriba desde la rotonda a un espacio que antes servía como la habitación de los oficiales superiores. El espacio mide 14,6 por 25,9 m y cuenta con grandes pilares y artesonado de roble inglés. La sala de los oficiales superiores estaba decorada con relieves y representaciones de la agricultura, la banca y la industria. Las oficinas del presidente del City Bank estaban en la parte trasera de la sala de los altos funcionarios. Otro medio tramo de escaleras curvas de mármol, que descendía desde la rotonda, conectaba con las sucursales bancarias, cuya entrada principal estaba en las calles William y Beaver. Los techos altos se utilizaron como lugar de rodaje de varias películas, entre ellas Inside Man y The Amazing Spider-Man 2.
El vestíbulo del centro de Exchange Place conduce a ascensores separados para los 14 pisos más bajos, los pisos de oficinas superiores y los comedores en los pisos 51 y 52. El vestíbulo del ascensor principal tiene paneles de colores hechos de mosaico, mientras que un vestíbulo privado en la planta baja tiene decoraciones de mármol verde.
Había cinco salas bancarias utilizadas por City Bank Farmers Trust Company. Además de la sala de la sucursal, había una de valores en la planta baja, una de transferencias y otra de valores en el nivel A del sótano, y una bancaria de reserva en el nivel B del sótano. Los sótanos tenían dos grandes bóvedas, cada una de 47,5 por 15,8 m, así como una bóveda más pequeña para almacenamiento nocturno; estas estaban custodiadas por puertas que pesaban entre 27,2 a 36,3 t. El sistema de seguridad podía detectar pequeñas vibraciones en el acero y el hormigón. El sótano también tenía una galería de tiro para que practicaran los guardias de la bóveda. El Canadian Bank of Commerce ocupaba el lado de Hanover Street de la planta baja. Los planos de planta indican que el espacio del Canadian Bank of Commerce tenía oficinas de cable y telégrafo en el lado de Exchange Place y oficinas de contadores en el lado de Beaver Street.

#### Pisos superiores
El piso quince se dedicó exclusivamente a una central telefónica. Los ingenieros telefónicos consideraron que la central era la más grande del mundo, con 37 operadores de centralita conectados con 600 líneas troncales y 3600 extensiones. El resto del edificio tenía una tecnología similarmente avanzada. Por ejemplo, el jabón se almacenaba en un depósito del sótano y se bombeaba a todos los lavabos de los baños. Había comedores y cocinas en los pisos 51 y 52. Desde que se convirtió para uso residencial, 20 Exchange Place ha contenido 767 apartamentos residenciales. También hay varios servicios residenciales, como un gimnasio, un salón y una sala de juegos.
Los pisos superiores fueron decorados con 15 tipos de madera. Se utilizó una aleación de cobre y níquel para otras características ornamentales; los zócalos fueron de acero inoxidable; y los pasamanos y sanitarios fueron cromados. Los pisos en los 27 pisos superiores tienen un promedio de 465 m². Los pisos superiores se reducen a 186 m².

## Historia
National City Bank y Farmers' Loan and Trust Company fueron instituciones de larga data en la ciudad de Nueva York, la primera se fundó en 1812 y la segunda en 1822. En los años siguientes, otros bancos comenzaron a mudarse a edificios residenciales en Wall Street y, en la década de 1820, las instituciones financieras constituían la gran mayoría de los inquilinos allí. A fines del siglo XIX, el sitio de 20 Exchange Place también se había asociado con la industria bancaria, con instituciones como el Canadian Bank of Commerce ocupando los edificios de la cuadra. En 1908, National City Bank trasladó su sede a 55 Wall Street, directamente al norte de lo que se convertiría en 20 Exchange Place. Mientras tanto, Farmers Loan and Trust Company ocupó uno de los edificios en el sitio de 20 Exchange Place. National City Bank y Farmers' Loan and Trust Company se fusionaron en 1929. National City Bank se hizo cargo de las operaciones bancarias del banco ampliado, mientras que Farmers 'Trust se convirtió en City Bank Farmers Trust Company, una subsidiaria de National City Bank que se hizo cargo de las operaciones fiduciarias.

### Construcción

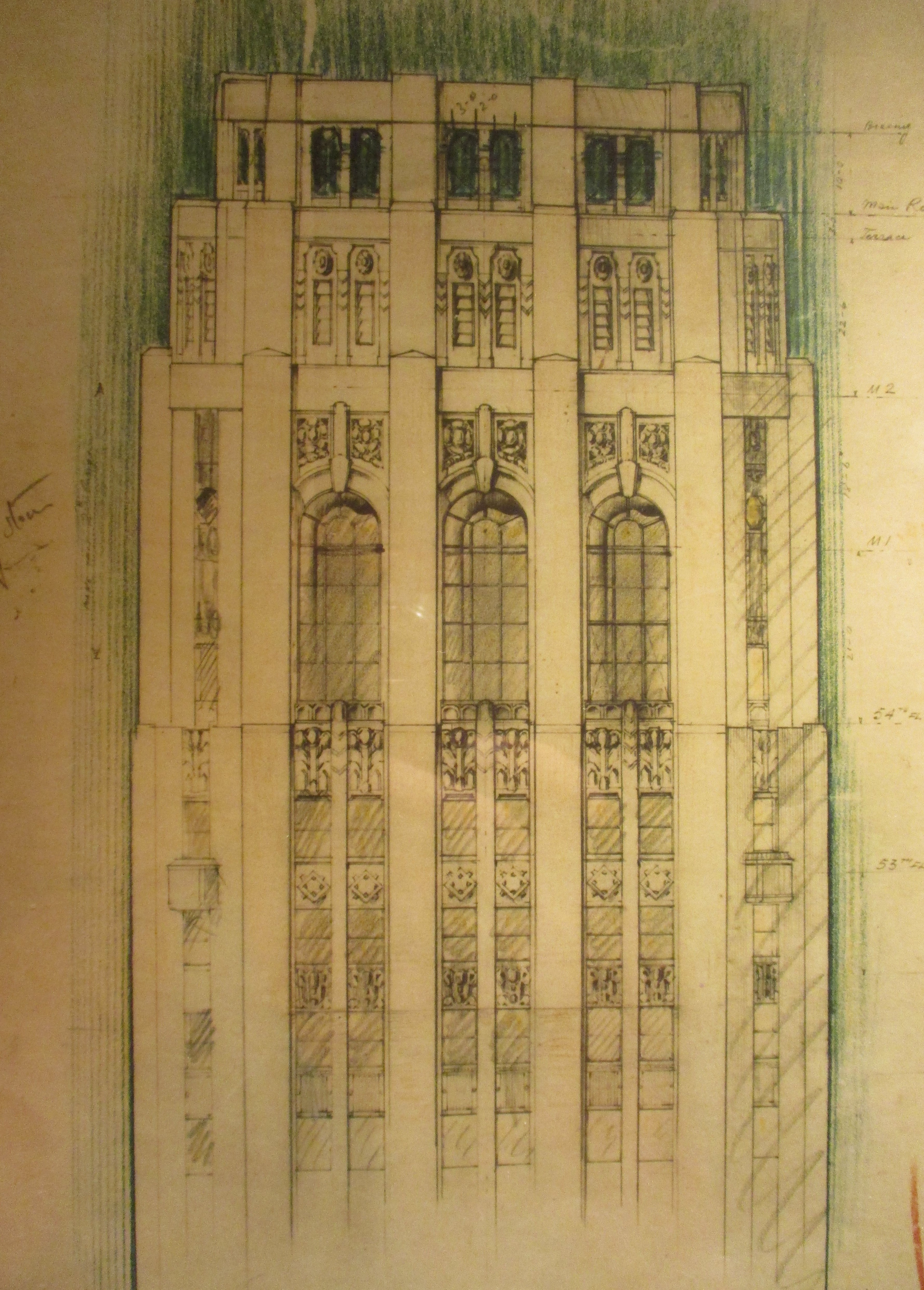
Dibujo arquitectónico aprobado de 20 Exchange Place por Lev Vladimir Goriansky, alrededor de 1929

Después de la fusión, City Bank Farmers Trust encargó una nueva estructura en 20 Exchange Place para albergar las operaciones del banco ampliado. La firma de Cross & Cross, que fue seleccionada para el proyecto, puede haber conocido socialmente al director ejecutivo de City Bank, James H. Perkins. En ese momento, varios rascacielos en la ciudad de Nueva York competían por ser el edificio más alto del mundo, incluidos el edificio Chrysler, el Empire State Building y 40 Wall Street, ninguno de los cuales estaba aún en construcción. 20 Exchange Place estaba originalmente entre los contendientes por ese título. Según Architectural Forum, el proceso de diseño tenía que ser "una solución coordinada a problemas mecánicos complejos y las extenuantes demandas de la economía", con consideraciones estéticas como una idea de último momento. Las oficinas de Cross & Cross crearon salas de redacción, archivo y muestra específicamente para el proyecto, con escritorios y archivos relevantes agrupados para mayor comodidad. George J. Maguolo supervisó un equipo de diseño que esculpió modelos de arcilla para el rascacielos propuesto.
En octubre de 1929, City Bank Farmers Trust presentó planes tentativos para una estructura de 258 o 281.9 m, con 71 pisos y un presupuesto de 9.5 millones de dólares. Este edificio habría consistido en un edificio de 24 por 24 m que se eleva por encima del piso 28 y se estrecha en el piso 50, con una 5 m linterna en forma de globo en el pináculo sostenida por cuatro águilas. El rascacielos, como se planeó inicialmente, habría sido la sede de un banco más grande, que se crearía mediante la fusión del City Bank Farmers Trust y el Corn Exchange Bank. Se dibujaron al menos tres bocetos de arquitectos tempranos. La fusión entre el City Bank Farmers Trust y el Corn Exchange Bank se desechó en el Wall Street Crash de 1929. En consecuencia, el edificio se redujo a 54 pisos.
La construcción de acero comenzó a fines de febrero de 1930, y la primera columna de acero se colocó el 25 de febrero. The Fuller Company, el contratista del edificio, empleó un promedio de 2000 trabajadores simultáneamente, con hasta 3000 trabajadores en el sitio a la vez; una gran parte de la mano de obra, que comprende más de 600 trabajadores, fue contratada para la mampostería. Los constructores anticiparon una nómina total de 7.5 millones de dólares con 5000 trabajadores totales. La mampostería se completó en noviembre de 1930. Algunos de los trabajadores de la construcción involucrados en el proyecto fueron honrados en una ceremonia de enero de 1931.

### Uso como oficina
El 20 de febrero de 1931, el banco había comenzado a mudarse a sus dependencias. El edificio se abrió para el uso de City Bank Farmers Trust el 24 de febrero de 1931. El día de la inauguración, The New York Times afirmó que unas 3.851 personas por hora visitaron el edificio. En ese momento, los pisos superiores no estaban abiertos para su uso porque los ascensores no se habían completado. Cuando abrió, 20 Exchange Place, el edificio revestido de piedra más alto de la ciudad y del mundo; ese récord sería superado por el Empire State Building, que se inauguró el 1 de mayo de 1931. Además, 20 Exchange Place fue el cuarto edificio más alto de Manhattan.
La construcción se completó oficialmente a mediados de marzo de 1931, un mes y medio antes de lo previsto. El mismo mes, National City Bank transfirió una cuarta parte de la participación en el edificio a City Bank Farmers Trust Company en marzo de 1931. City Bank Farmers Trust ocupaba casi todo el espacio en los pisos primero a 12, así como los pisos del sótano. El Canadian Bank of Commerce también ocupó un espacio en el lado de Hanover Street del nivel del suelo. Otros inquilinos tomaron espacio en los pisos superiores, incluidos bufetes de abogados, así como otros bancos como BNY Mellon y First Boston. City Bank Farmers Trust siguió siendo el ocupante más grande del edificio, ocupando el 75 por ciento del área del piso en su punto máximo. Parte del interior fue modificado en 1945.
National City Bank se fusionó con First National Bank en 1955, convirtiéndose en First National City Bank. Poco después, en marzo de 1958, City Bank Farmers Trust se hizo cargo de la construcción de un rascacielos en 399 Park Avenue, que albergaría la mayor parte de las operaciones de First National City Bank. City Bank Farmers Trust se mudó al recién terminado 399 Park Avenue en 1961. El mismo año, el ala este de 20 Exchange Place estaba en proceso de renovación; a fines de 1961, algunos de estos materiales se incendiaron, lo que provocó que 25 personas quedaran atrapadas en los ascensores. First National City Bank pasó a llamarse Citibank en 1976, y el banco vendió 20 Exchange Place en 1979, aunque retuvo espacio allí. Según entrevistas telefónicas realizadas por la Comisión de Preservación de Monumentos Históricos de la Ciudad de Nueva York, tanto Citibank como el Canadian Bank of Commerce se mudaron de 20 Exchange Place en 1989.

### Uso residencial
A fines de 1997, el edificio se vendió a una empresa conjunta entre Witkoff Group y Kamran Hakim. Witkoff y Hakim consideraron planes para convertir 20 Exchange Place en un hotel o un edificio residencial, o conservar los usos de oficina, antes de que finalmente decidieran renovar el edificio por 25 millones de dólares y convertir los pisos superiores en apartamentos. Unos 12 077 m² en los dieciocho pisos más bajos se mantuvo como espacio comercial; un tercio de esta área fue ocupada por la Corporación Federal de Seguros de Depósitos en 1999. Durante la reforma, algunos de los elementos decorativos del edificio fueron sustraídos. Cuando DMJM Harris Arup tomó subarrendado un terreno de 6550 m² en 20 Exchange Place a principios de 2002, se convirtió en uno de los arrendamientos de oficinas más grandes en el Bajo Manhattan desde los ataques del 11 de septiembre de 2001.
Para 2004, los desarrolladores Yaron (Ronny) Bruckner y Nathan Berman habían comprado 20 Exchange Place. Propusieron convertir el edificio para uso residencial casi en su totalidad, con 250 condominios en la torre y espacio comercial en la base del edificio. DTH Capital, una empresa conjunta entre Eastbridge Group de la familia Bruckner y AG Real Estate, se convirtieron en los nuevos desarrolladores del edificio. El proyecto recibió dos préstamos intermedios de un monto combinado de 135 millones de dólares en 2004. Dos años más tarde, la empresa conjunta recibió un préstamo de construcción de 265 millones de un grupo de varios prestamistas; este préstamo fue refinanciado en 2009. Estos préstamos se utilizaron para convertir algunas unidades en apartamentos. Los primeros apartamentos estaban listos para ser ocupados a principios de 2008. Metro Loft Management, que supervisó la conversión, creó 350 unidades entre los pisos 16 y 57. En 2014, DTH Capital recibió 240 millones de dólares adicionales que permitió a la empresa convertir los pisos 9 al 15 en 221 unidades de lujo. DMJM Harris Arup había desocupado recientemente el espacio en ese momento. Las unidades restantes se agregaron en una tercera fase que finalmente se completó en 2015. Algunas de las unidades se beneficiaron de la estabilización de alquileres.
A partir de noviembre de 2021, los ascensores del edificio comenzaron a fallar con frecuencia, en particular ocho ascensores que daban servicio a las unidades por encima del piso 15. Como resultado, DTH Capital contrató a mecánicos de ascensores para que permanecieran en el sitio en todo momento y ofreció concesiones de alquiler y habitaciones de hotel a 20 residentes de Exchange Place. DTH también había contratado a varios equipos de expertos, que sospechaban que los problemas estaban relacionados con subidas de tensión de la maquinaria de Consolidated Edison, pero Con Ed dijo que su equipo funcionaba correctamente. The New York Times informó que DTH había intentado adquirir tableros de control para los ascensores, pero la crisis de la cadena de suministro global de 2021-2022 había retrasado la entrega de esos tableros. Los problemas con el ascensor llevaron a algunos residentes a informar que se sentían atrapados en el edificio, mientras que otros dijeron que tenían que subir muchos tramos de escaleras para acceder a sus apartamentos. Los políticos locales se reunieron con 20 residentes de Exchange Place en marzo de 2022 para abordar las interrupciones crónicas de los ascensores. A mediados de abril persisten los problemas con los ascensores.

## Recepción crítica y designaciones de puntos de referencia
En el momento de la finalización del edificio, The New York Times caracterizó a 20 Exchange Place como "magnífico", y otros críticos anónimos lo llamaron "uno de los edificios más hermosos" de la ciudad. En un libro publicado en 1932, W. Parker Chase escribió que "Todo lo relacionado con este edificio monumental expresa belleza, integridad y grandeza". En 2014, Christopher Gray del Times dijo que "desde la distancia parece un rascacielos sencillo de piedra caliza. Pero de cerca, es rico en metalistería de estilo moderno de níquel plateado, y los interiores son una mezcla desconcertante de banquero serio y clasicismo art déco". No todas las críticas fueron positivas. El crítico de arquitectura Robert A. M. Stern escribió en su libro de 1987 New York 1930 que la proximidad de 20 Exchange Place a otros rascacielos, incluidos 70 Pine Street, 1 Wall Street, 40 Wall Street y el Downtown Athletic Club "había reducido la generación anterior de rascacielos al estado de estribaciones en una nueva cordillera".
El edificio fue designado por la Comisión de Preservación de Monumentos Históricos como un hito de la ciudad en 1996. En 2007, el edificio fue designado como propiedad contribuyente al distrito histórico de Wall Street, que está incluido en el Registro Nacional de Lugares Históricos.